# Sommar Bruzelius (läkare)
Axel Sommar Bruzelius, född den 25 mars 1909 i Göteborg, död den 7 april 1999 i Västerås, var en svensk läkare.
Bruzelius avlade studentexamen i Malmö 1927, medicine kandidatexamen i Lund 1931 och medicine licentiatexamen där 1937. Han promoverades till medicine doktor 1945. Bruzelius blev docent i kirurgi vid Lunds universitet 1949 och var tillförordnad professor i sitt ämne vid samma lärosäte totalt sex månader 1951–1956. Han innehade olika läkareförordnanden 1938–1943, var andre underläkare vid Eksjö lasarett 1944–1946, förste underläkare och biträdande överläkare där 1946–1948, underläkare vid kirurgiska kliniken på Lunds lasarett 1948–1950 och biträdande överläkare där 1951–1957 Bruzelius var överläkare vid kirurgiska kliniken på Västerås lasarett 1957–1975 och chefsläkare där 1971–1975. Han publicerade skrifter i kirurgi. Bruzelius blev riddare av Nordstjärneorden 1968. Han är gravsatt i minneslunden på Laholms kyrkogård.